# Districte de Chifunde
El districte de Chifunde és un districte de Moçambic, situat a la província de Tete. Té una superfície de 9.326 kilòmetres quadrats. En 2007 comptava amb una població de 101.389 habitants. Limita al nord amb Malawi i Zàmbia, a l'oest amb el districte de Marávia, al sud amb el districte de Chiuta i a l'est amb el districte de Macanga.

## Divisió administrativa
El districte està dividit en tres postos administrativos (Chifunde, Mualadzi i N'Sadzo), compostos per les següents localitats:
- Posto Administrativo de Chifunde:
  - Camwenje
  - Chifunde
  - Tsacale
- Posto Administrativo de Mualadzi:
  - Bolimo
  - Mualadzi
- Posto Administrativo de N'Sadzo:
  - Angombe
  - N'Sadzo